# Eriopyga magnifica
Eriopyga magnifica là một loài bướm đêm trong họ Noctuidae.